# Airai (ciudad)
Airai es una localidad de Palaos, cabecera del estado homónimo.

## Demografía
La estimación 2010 refiere una población de 1.177 habitantes.